# Iwan Tunoszewski
Iwan Nikołajewicz Tunoszewski, ros. Иван Николаевич Туношенский (ur. 29 listopada 1887, zm. 17 grudnia 1976 w San Francisco) – rosyjski wojskowy (pułkownik), biały emigrant wojskowy, oficer Rosyjskiego Korpusu Ochronnego podczas II wojny światowej.
W 1905 r. ukończył korpus kadetów w Woroneżu, zaś w 1908 r. szkołę inżynieryjną w Mikołajowie. Służył w kompanii hydroplanów w twierdzy Władywostok. W 1910 r. ukończył szkolenie oficerskie w ćwiczebnym parku hydroplanów. Otrzymał przydział do syberyjskiego batalionu hydroplanów. Jeszcze w 1910 r. odkomenderowano go do batalionu hydroplanów w Brześciu Litewskim. Brał udział w I wojnie światowej. Służył w 11 korpuśnym oddziale lotniczym. Następnie uczył się w lotniczej szkole wojskowej w Sewastopolu, po ukończeniu której objął dowództwo macierzystego oddziału. Od kwietnia 1916 r. w stopniu sztabskapitana dowodził 3 dywizjonem lotniczym. Został odznaczony Orderami Św. Stanisława, Św. Włodzimierza i na koniec Św. Jerzego. We wrześniu 1917 r. w stopniu kapitana został komendantem szkoły awiacji Wszechrosyjskiego Aeroklubu. Podczas wojny domowej w Rosji był początkowo lotnikiem sił powietrznych wojsk kozackich atamana gen. Piotra N. Krasnowa. Od 1919 r. był w stopniu pułkownika komendantem jednej ze szkół lotniczych Sił Zbrojnych Południa Rosji. Jednocześnie wchodził w skład komisji wojskowej zajmującej się organizacją lotnictwa. W czerwcu 1920 r. stał tymczasowo na czele wydziału lotniczego. 12 września tego roku został zastępcą dowódcy sił powietrznych wojsk gen. Piotra N. Wrangla. W poł. listopada wraz z resztą wojsk ewakuował się drogą morską z Krymu do Gallipoli. Na emigracji zamieszkał w Królestwie SHS. Po zajęciu Jugosławii przez wojska niemieckie w kwietniu 1941 r., wstąpił ochotniczo do Rosyjskiego Korpusu Ochronnego, w którym służył jako oficer do końca wojny. Po jej zakończeniu wyjechał do USA.